# László Bölöni
László Bölöni (* 11. März 1953 in Târgu Mureș) ist ein ehemaliger rumänischer Fußballspieler und -trainer. Er gehört der ungarischen Minderheit in Siebenbürgen an.

## Karriere als Spieler

### Verein
Bölöni begann mit dem Fußballspiel 1967 bei Chimica Târnăveni, für den er bereits mit 16 Jahren erste Spiele in der Divizia C bestritt. 1970 wechselte er zu AS Armata Târgu Mureș in die Divizia B, mit dem er am Ende der Saison in die Divizia A aufstieg. Dort debütierte er am 22. August 1971 beim Spiel gegen Farul Constanța. Bölöni trug maßgeblich dazu bei, dass ASA sich Mitte der 1970er Jahre dreimal in Folge für den UEFA-Pokal qualifizieren konnte, auch wenn der Verein dort jeweils in der ersten Runde ausschied. 1984 wechselte er zu Steaua Bukarest, wo er seine größten sportlichen Erfolge feiern konnte. Insgesamt schoss er 86 Tore in 484 Spielen der Divizia A sowie 3 Tore in 21 Europapokalspielen.
In der Winterpause der Saison 1987/88 erhielt er die Freigabe für das Ausland und wechselte zu Racing Jet Brüssel. Dort blieb er genau ein Jahr und wechselte in der Winterpause 1988/89 in die zweite französische Liga zur US Créteil. Im Sommer 1989 folgte der letzte Wechsel zur US Orléans, wo er 1992 seine Karriere als Spieler beendete.

### Nationalmannschaft
Sein erstes Länderspiel bestritt Bölöni am 4. Juni 1975, als er bei dem Qualifikationsspiel für die Olympischen Sommerspiele 1976 gegen Dänemark eingewechselt wurde. Da dieses Spiel sowie drei weitere, bei denen Bölöni mitgewirkt und ein Tor erzielt hatte, im Jahr 1999 von der FIFA nachträglich aus der Länderspielbilanz Rumäniens entfernt wurde, gilt inzwischen sein Einsatz im Balkan-Cup gegen Griechenland am 24. September 1975 als offizielles Länderspieldebüt. Für die rumänische Fußballnationalmannschaft schoss er bis 1988 24 Tore in 104 Spielen, wobei er in 23 Spielen die Kapitänsbinde trug. Bei der Europameisterschaft 1984 löste er Cornel Dinu als rumänischer Rekordnationalspieler ab. Er wurde erst 1997 von Gheorghe Hagi überholt. Des Weiteren bestritt er ein Länderspiel für die rumänische U21- und 12 für die U23-Fußballnationalmannschaft.

## Karriere als Trainer
Von 1994 bis zum Juli 2000 war Bölöni Co-Trainer bei der AS Nancy. Im Juli 2000 kehrte er nach Rumänien zurück und löste Emerich Jenei als Nationaltrainer ab. Er betreute die rumänische Nationalmannschaft in 13 Länderspielen, bis er im Juli 2001 von Gheorghe Hagi abgelöst wurde, der gerade seine aktive Laufbahn beendet hatte. Zwischen 2001 und 2003 war Bölöni Trainer von Sporting Lissabon, holte im ersten Jahr dort die Meisterschaft und den Pokal. Sein Vertrag wurde nach im Verlauf des zweiten, wenig erfolgreichen, Jahres jedoch nicht verlängert und so arbeitete er anschließend drei Jahre sehr erfolgreich bei Stade Rennes (unter anderem Teilnahme am UEFA-Pokal) und wechselte im Sommer 2006 zum Ligakonkurrenten AS Monaco, wo er im Oktober 2006 wegen des schlechten Tabellenstandes (Platz 19) vorzeitig entlassen wurde. Am 28. Juni 2007 unterzeichnete Bölöni einen Trainervertrag für ein Jahr bei Al-Jazira Club in den Vereinigten Arabischen Emiraten. Im Juni 2008 trat er bei Standard Lüttich die Nachfolge von Michel Preud’homme an und wurde in seiner ersten Saison mit dem Verein gleich belgischer Meister. Nach enttäuschenden Ergebnissen in der Saison 2009/10 trat er am 10. Februar 2010 von seinem Traineramt zurück. Am 28. Mai 2010 unterschrieb er einen Einjahresvertrag bei dem Meister der Vereinigten Arabischen Emirate, Al-Wahda. Dieser wurde im September 2010 vorzeitig aufgelöst. Anfang Januar 2011 wurde er von dem französischen Erstligist RC Lens verpflichtet, konnte dessen Abstieg in die Ligue 2 jedoch nicht verhindern. Nach Saisonende unterschrieb er am 9. Juni 2011 einen Vertrag bei PAOK Thessaloniki in der griechischen Super League. Im Mai 2012 löste er seinen Vertrag vorzeitig auf und wurde im Sommer 2012 Trainer der katarischen Mannschaft Al-Khor SC. Nach drei Jahren wechselte er zu Ittihad FC nach Saudi-Arabien. Dort wurde er Ende 2015 wieder entlassen.
Zur Saison 2017/18 kehrte er nach Belgien zurück und wurde von Royal Antwerpen als Trainer verpflichtet. In der Saison 2018/19 erreicht Antwerpen unter ihm Platz 4 in der Play-off-Runde und war nach einem Sieg im Play-off-Finale teilnahmeberechtigt für die 2. Qualifikationsrunde zur Europa League 2019/20. Infolge des Ausschlusses des KV Mechelen von der Europe League rückte der Verein in die 3. Qualifikationsrunde auf, gewann diese gegen Viktoria Pilsen und schied erst im Play-off gegen AZ Alkmaar aus. In der Saison 2019/20 stand Antwerpen bei Abbruch der Spielzeit infolge der COVID-19-Pandemie auf Platz 2. Bölöni führte den Verein zudem ins Pokalfinale. Dennoch beschloss der Verein Mitte Mai 2020, den zum Saisonende auslaufenden Vertrag nicht zu verlängern.
Am 20. August 2020 wurde er als neuer Trainer beim Ligakonkurrenten KAA Gent verpflichtet und erhielt einen Vertrag mit einer Laufzeit von zwei Jahren. Bereits am 14. September 2020 wurde er nach zwei Niederlagen und einem Sieg wieder entlassen. Der Verein begründete die Entlassung auch mit der Atmosphäre im Team. Im Oktober 2020 wurde Bölöni Trainer des griechischen Erstligisten Panathinaikos Athen. Seine Amtszeit endete im Mai 2021, als er nach enttäuschenden Ergebnissen von seinem Posten zurücktrat. Im Juni 2022 übernahm er das Traineramt beim französischen Verein FC Metz. Unter seiner Führung stieg der Verein in die Ligue 1 auf. Im September 2023 verlängerte Bölöni seinen Vertrag bis Juni 2025, allerdings verließ er den Verein im Juli 2024.

## Erfolge

### Erfolge als Spieler
Steaua Bukarest
- Sieger im Europapokal der Landesmeister: 1986
- Sieger im Europäischen Supercup: 1986
- Rumänischer Meister: 1985, 1986, 1987
- Rumänischer Pokalsieger: 1985, 1987

### Auszeichnungen
- Rumänischer Fußballer des Jahres: 1977, 1983

### Erfolge als Trainer
AS Nancy
- Französischer Zweitligameister: 1998

Sporting Lissabon
- Portugiesischer Meister: 2002
- Portugiesischer Pokalsieger: 2002
- Portugiesischer Supercupsieger: 2002

Al-Jazira Club
- GCC-Champions-League-Sieger: 2007
- VAE-Vizemeister: 2008

Standard Lüttich
- Belgischer Meister: 2009
- Belgischer Supercupsieger: 2008, 2009
- Belgischer Trainer des Jahres: 2009

## Sonstiges
Parallel zu seiner Fußballerkarriere studierte er in Târgu Mureș Zahnmedizin und schloss dieses Studium auch ab. Bevor das Heimstadion von AS Armata Târgu Mureș ab 2005 dem Verfall überlassen wurde, hieß es ihm zu Ehren Stadionul Ladislau Bölöni.